# EEG – Linz bis Ebensee
Die EEG – Linz bis Ebensee waren zehn Personenzug-Schmalspurlokomotiven mit 1.106 mm Spurweite der k.k. priv. Ersten Eisenbahn-Gesellschaft (EEG) für den Betrieb auf der Pferdeeisenbahn Budweis–Linz–Gmunden. Sie waren notwendig geworden, da sich die Pferdeeisenbahn einer steigenden Konkurrenz mit lokomotivgetriebenen Eisenbahnen gegenübersah. 
Die Fahrzeuge, die zu den frühesten Tenderlokomotiv-Konstruktionen der Donaumonarchie gehörten, wurden 1855 bei Günther in Wiener Neustadt von Johann Zeh konstruiert. Sie erhielten die Betriebsnummern 1–10 und die Namen LINZ, WELS, LAMBACH, GMUNDEN, ROITHAM, TRAUNFALL, ENGELHOF, LAAKIRCHEN, ISCHL und EBENSEE.
Sie wurden 1883 ausgemustert, nachdem die kkStB G den Betrieb auf der Schmalspurstrecke übernommen hatten. Die GMUNDEN blieb als Exponat im Technischen Museum Wien erhalten und wird seit 2008 als Leihgabe im Südbahnmuseum Mürzzuschlag ausgestellt. Sie ist die einzige erhalten gebliebene Maschine der Lokomotivfabrik Günther, die älteste Tenderlokomotive und die älteste Schmalspurlokomotive Österreichs. 

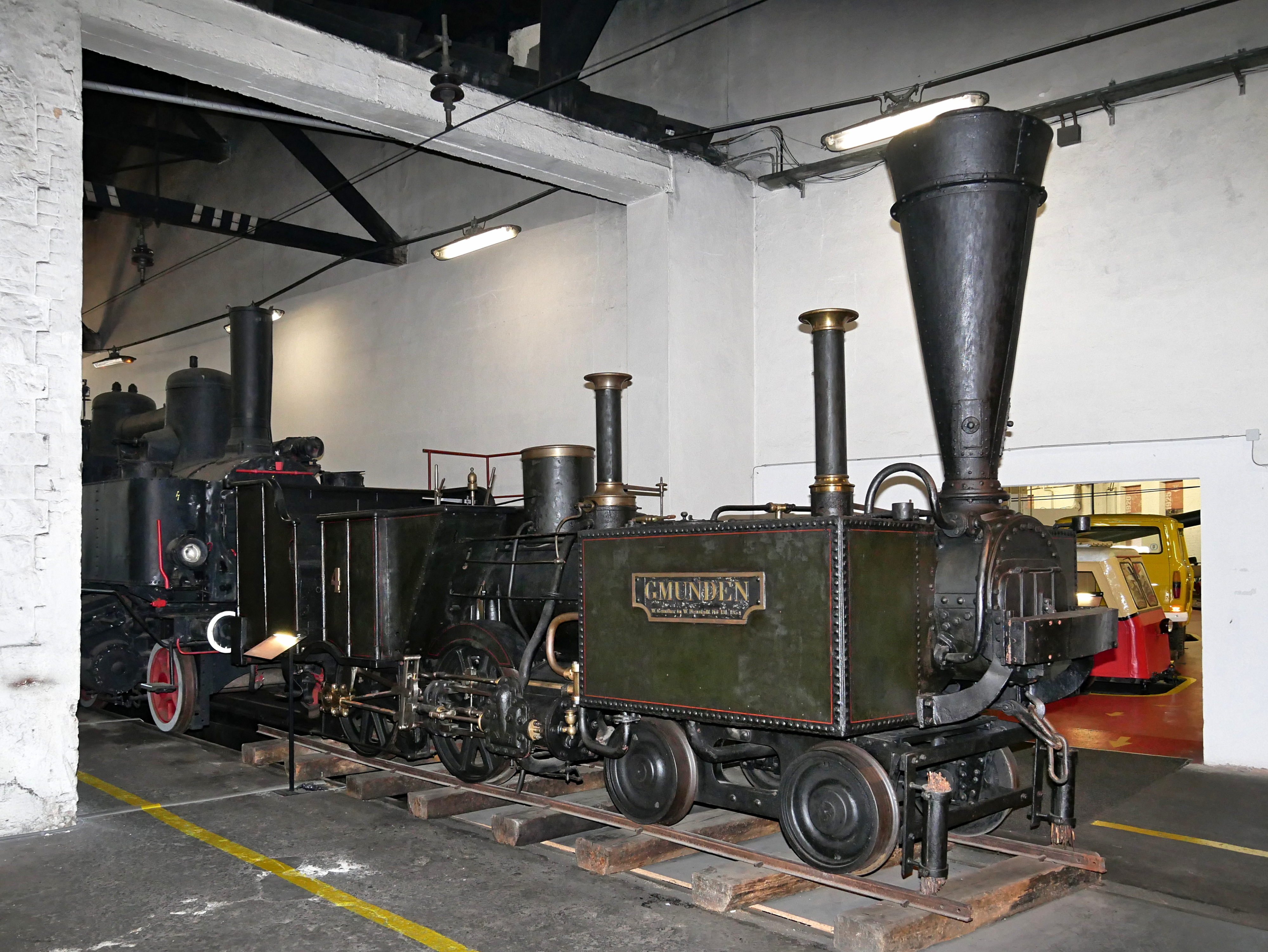
Die GMUNDEN im Südbahnmuseum Mürzzuschlag
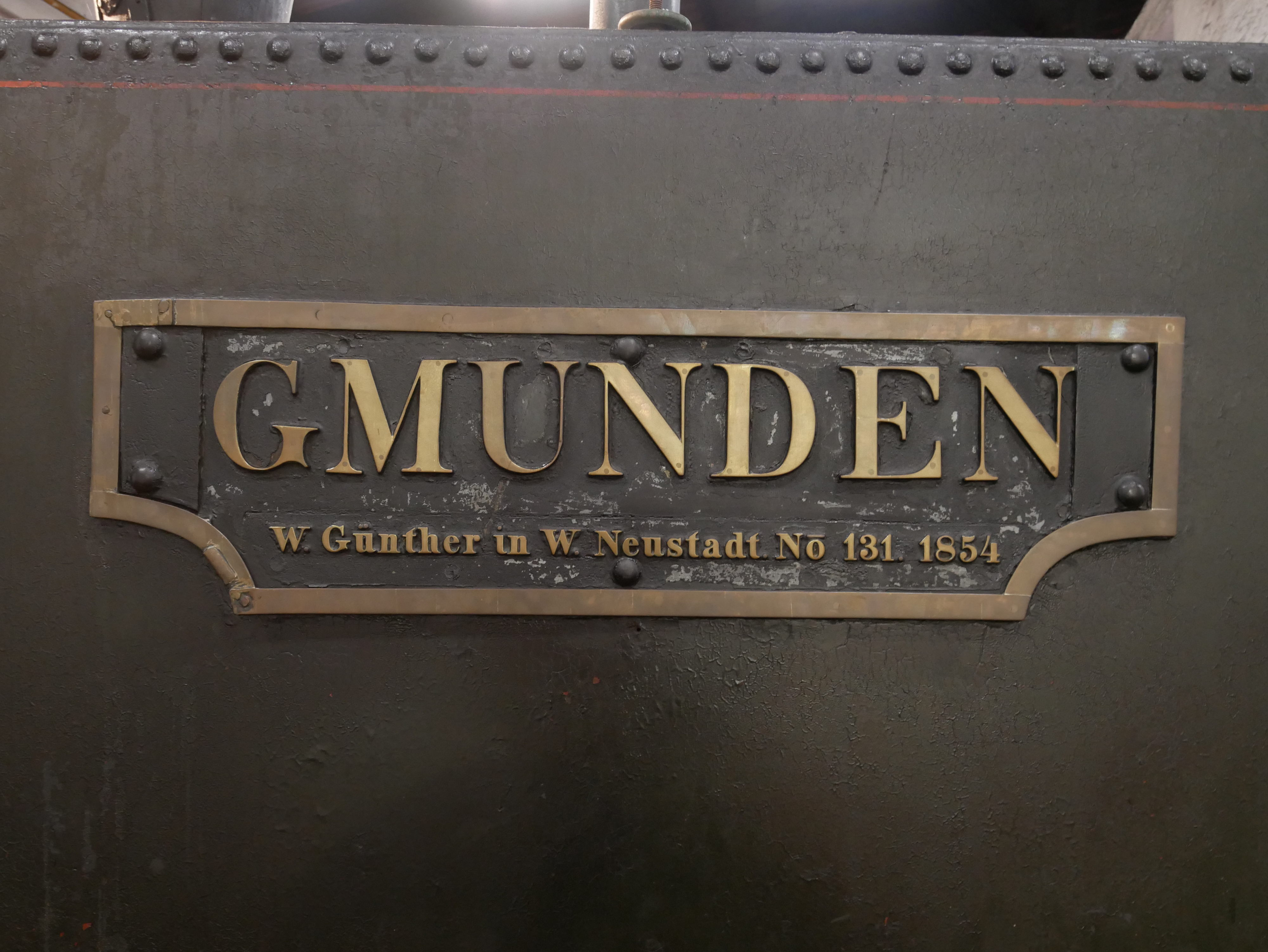
Namensschild der GMUNDEN